# Ceratophygadeuon italicus
Ceratophygadeuon italicus là một loài tò vò trong họ Ichneumonidae.